# 対立教皇ベネディクトゥス14世 (後代)
ベネディクトゥス14世（生没年不詳）は、ローマ教皇であるマルティヌス5世・エウゲニウス4世の対立教皇である（在位：1430年 - 1437年）。

## 生涯
1424年から1429年まで対立教皇の地位にあった同名の人物とは別人である。エウゲニウス4世派によって逮捕・投獄されてフォワの城で獄死した。